# Скрипник Анатолій Миколайович
Анатолій Миколайович Скри́пник (нар. 26 квітня 1947, Сміла Черкаської області — пом. 28 вересня 2008) — український письменник, літературний критик, журналіст, радіоведучий. Член Національної спілки письменників України (від 31 травня 1985 року).

## Біографія
Анатолій Скрипник народився 26 квітня 1947 року у місті Сміла Черкаської області. Закінчивши восьмирічку, здобув фах техніка-механіка у технікумі харчової промисловості в рідному місті. Після служби в армії навчався в 1965—1975 роках на російському відділенні філологічного факультету Київському університету.
У 1976—1982 роках працював кореспондентом газети «Літературна Україна». У 1982—1986 роках був відповідальним секретарем комітету зі зв'язків із братніми літературами в апараті Спілки письменників України. На початку 1990-х років Скрипник працював завідувачем редакції газети «Зелений світ». Від 1992 року вів літературно-публіцистичні радіопрограм «Звенигора» та «Подорожник» Національної радіокомпанії України.
Автор збірки оповідань й есе «Світи, світи, старий маяк…», численних публікацій про письменників, поетів, про літературні місця України, Росії, Латвії, Грузії, історичні місця.
Помер 28 вересня 2008 року.

## Книги
- Світи, світи, старий маяк…: Оповідання, есе. — К.: BONA MENTE, 2008. — 112 с. ISBN 978-966-1601-00-9